# Оршвиллер
Оршвиллер (фр. Orschwiller) — коммуна на северо-востоке Франции в регионе Гранд-Эст (бывший Эльзас — Шампань — Арденны — Лотарингия), департамент Нижний Рейн, округ Селеста-Эрстен, кантон Селеста.

## Географическое положение
Коммуна расположена приблизительно в 380 км к востоку от Парижа, в 50 км юго-западнее Страсбурга. Код INSEE коммуны — 67362.
Площадь коммуны — 6,32 км², население — 564 человека (2006) с тенденцией к росту: 633 человека (2013), плотность населения — 100,2 чел/км².

## Население
Население коммуны в 2011 году составляло 624 человека, в 2012 году — 634 человека, а в 2013-м — 633 человека.
| 1962 | 1968 | 1975 | 1982 | 1990 | 1999 | 2006 | 2008 | 2011 | 2012 | 2013 |
| ---- | ---- | ---- | ---- | ---- | ---- | ---- | ---- | ---- | ---- | ---- |
| 526  | 513  | 494  | 605  | 562  | 535  | 564  | 579  | 624  | 634  | 633  |

Динамика населения:

## Экономика
В 2007 году среди 375 человек в трудоспособном возрасте (15-64 лет) 287 были экономически активными, 88 — неактивными (показатель активности — 76,5 %, в 1999 году было 74,4 %). Из 287 активных работали 272 человека (141 мужчина и 131 женщина), безработных было 15 (3 мужчин и 12 женщин). Среди 88 неактивных 26 человек были учениками или студентами, 37 — пенсионерами, 25 были неактивными по другим причинам.
В 2010 году из 404 человек трудоспособного возраста (от 15 до 64 лет) 308 были экономически активными, 96 — неактивными (показатель активности 76,2 %, в 1999 году — 74,4 %). Из 308 активных трудоспособных жителей работали 288 человек (146 мужчин и 142 женщины), 20 числились безработными (семеро мужчин и 13 женщин). Среди 96 трудоспособных неактивных граждан 26 были учениками либо студентами, 57 — пенсионерами, а ещё 13 — были неактивны в силу других причин.

## Достопримечательности (фотогалерея)
- Замок Верхний Кёнигсбург (XII век). В настоящее время в замке расположен исторический музей и оружейная палата. Исторический памятник с 1862 года[13]
- Руины замка Оденбург (другое название — Малый Кёнигсбург, XIII век). Исторический памятник с 1993 года[14]
- Церковь Сен-Морис (1779 год). Исторический памятник с 1986 года[15]
- Насосная станция в замке Верхний Кёнигсбург. Исторический памятник с 1991 года[16]
- Часовня Св. Иосифа (XV век)

- Церковь Сен-Морис
- Замок Верхний Кёнигсбург
- Руины замка Оденбург
- Здание мэрии
- Средневековая улица
- Главная улица
- Въезд со стороны Кинцхайма